# Plum cake

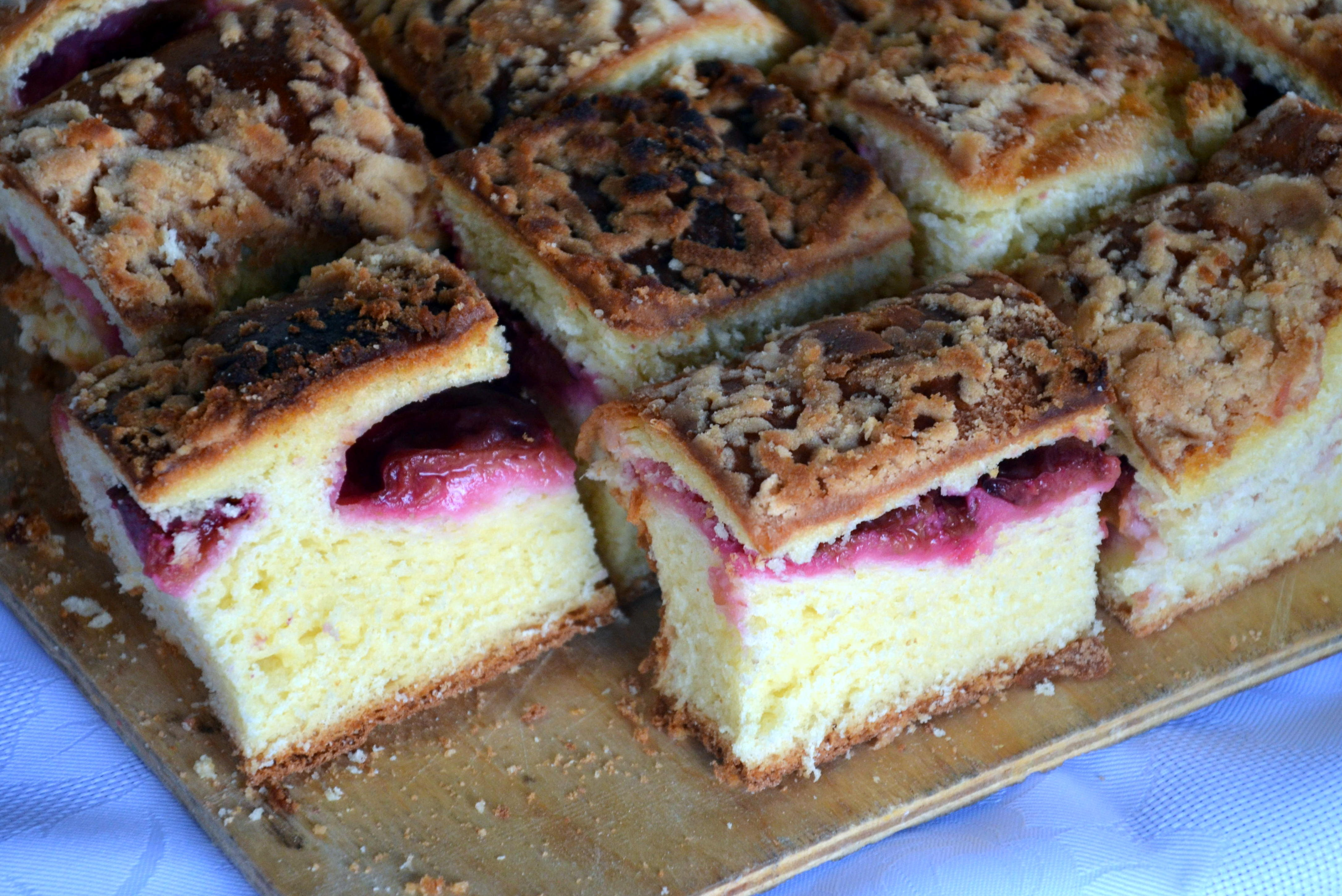
Fatias de plum cake com recheio de ameixa

Plum cake (lit.  "bolo de ameixa") refere-se a uma grande variedade de bolos geralmente feitos com frutas secas, como passas, sultanas [en] ou ameixas secas e, às vezes, também com frutas frescas. Há uma grande variedade de plum cakes e pudins populares. Como o significado da palavra “plum” mudou com o tempo, muitos itens chamados de plum cakes e populares na Inglaterra desde pelo menos o século XVIII passaram a ser conhecidos como fruitcake (bolo de frutas). A variedade inglesa de plum cake (bolo de ameixa) também existe no restante do continente europeu, mas pode variar em termos de ingredientes e consistência. Os colonos e missionários britânicos trouxeram a variedade de bolo de frutas secas com eles, por exemplo, para a Índia Britânica, onde era servido na época do feriado de Natal. Nas Treze Colônias dos Estados Unidos, onde ficou associado às eleições, uma versão passou a ser chamada de election cake (bolo eleitoral).
Os bolos feitos com ameixas frescas vieram com outros migrantes em outros lugares, nos quais o plum cake é preparado usando a ameixa como ingrediente principal. Em algumas versões, as ameixas podem ficar com aspecto de geleia dentro do bolo após o cozimento, ou ser preparadas com geleia de ameixa. O plum cake preparado com ameixas também faz parte da culinária judaica Ashkenazi e é chamado de Pflaumenkuchen ou Zwetschgenkuchen. Outros bolos à base de ameixa são encontrados na culinária francesa, italiana e polonesa.

## Termos
Os termos “plum cake” e “bolo de frutas” se tornaram intercambiáveis. Como as frutas secas são usadas como agente adoçante e qualquer fruta seca costumava ser descrita como “ameixa”, muitos plum cakes e pudins de ameixa não contêm a fruta ameixa conhecida atualmente por esse nome. O pudim de ameixa [en] é um prato semelhante, mais rico, preparado com ingredientes semelhantes, cozido no vapor em vez de assado. O termo “plum” originalmente se referia a ameixas secas, passas ou uvas. Assim, as chamadas ameixas das quais são feitos os pudins de ameixa ingleses “sempre foram passas, não as frutas suculentas e carnudas que o nome sugere hoje”.
No inglês antigo, o termo plūme era “do latim medieval pruna, do latim prunum”, que equivalia a “ameixa”. Em francês moderno, ameixa significa ameixa, portanto, as tortas de ameixa têm nomes como tarte aux prunes. Em inglês, prunes são ameixas secas e, quando os bolos modernos as usam como ingrediente principal, eles podem ser chamados de plum cake ou um tipo de bolo de ameixa.

## Por região

### Grã-Bretanha

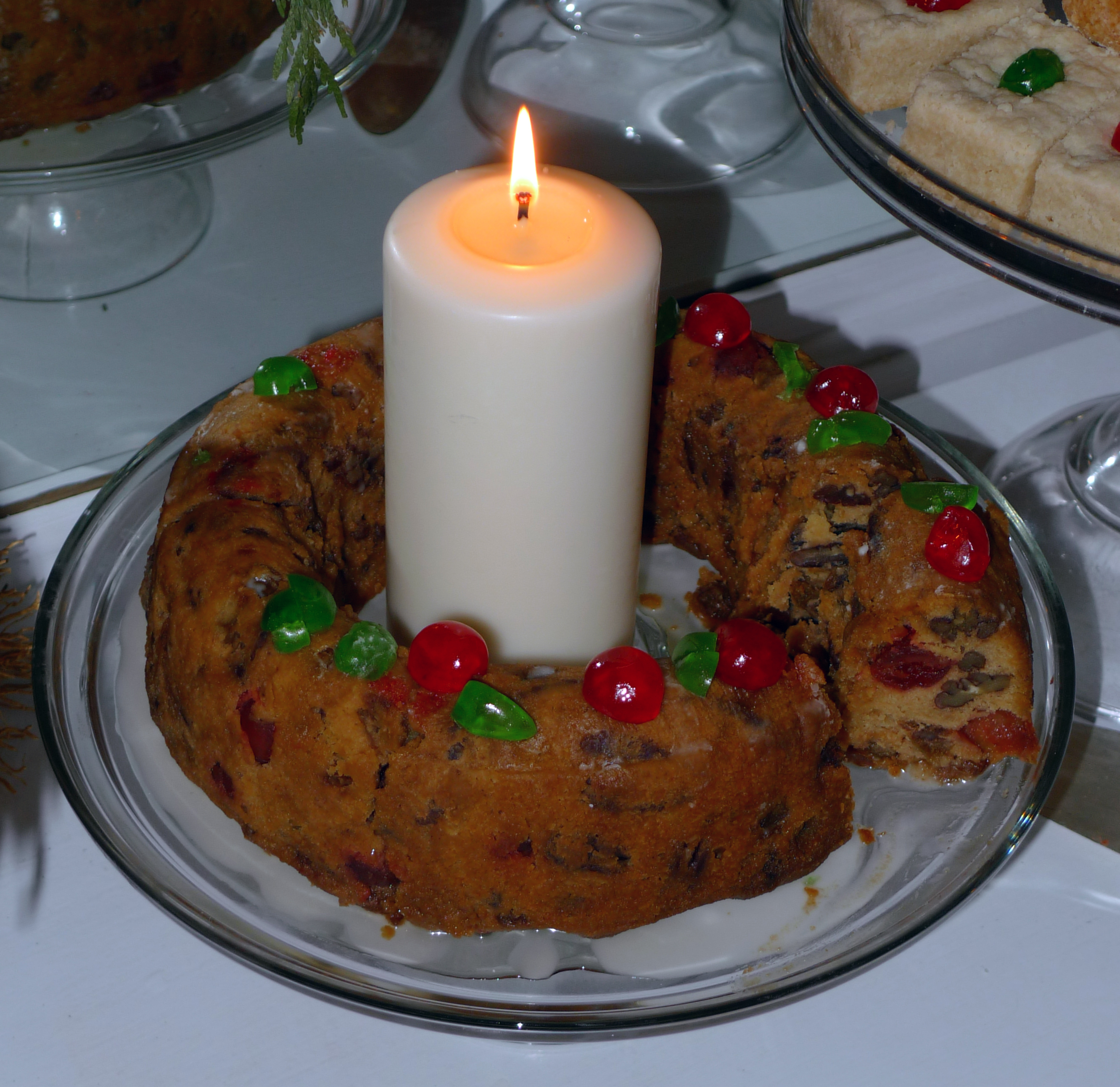
Um tipo tradicional de bolo de frutas

Historicamente, o plum cake se refere a um tipo e estilo antigo de bolo de frutas na Inglaterra desde cerca de 1700. Eram usadas passas e groselhas, que na língua inglesa eram chamadas de plums (ameixas) desde cerca de 1660. Os vários tipos de frutas secas (principalmente groselhas e passas) eram familiares às cozinhas inglesas por meio do comércio com o Levante e o Mediterrâneo, mas antes de se tornarem disponíveis por meio de importações “sem problemas” da Austrália, África do Sul e Califórnia, prepará-las exigia “uma quantidade imensa de trabalho [...] devido aos métodos rudes e prontos pelos quais as frutas eram colhidas, secas, embaladas e exportadas”.
Em 1881, o coronel Henry-Herbert disse que “um bom plum cake inglês... é uma instituição nacional”. Às vezes, Thomas Carlyle era um dos muitos que comiam um estilo leve de plum cake com chá, no qual ele mergulhava o bolo, que ele descreveu como semelhante a um pão com groselhas “pontilhadas aqui e ali”. Elizabeth David escreveu que “a carne moída de Natal e o pudim e bolo de ameixa de Natal são exemplos tão típicos do gosto inglês por misturas de frutas condimentadas que parece quase desnecessário incluir receitas para eles...”.
Os bolos eram feitos batendo-se ar na massa do bolo, em vez de usar fermento. Uma variedade de bolos e pudins de ameixa foi publicada no popular Book of Household Management [en] (publicado entre 1859 e 1861) por Isabella Beeton [en]. A Sra. Beeton incluiu receitas de “A Common Plum Cake” e “A Nice Plum Cake”, bem como “Baked Plum-Pudding”, “An Unrivalled Plum-Pudding”, “A Plain Christmas Pudding for Children”, “Plum-Pudding of Fresh Fruit”, “Plum Tart”, “Christmas Plum-Pudding”, “A Pound Plum Pudding” e “Christmas Cake”. O comentário em um livro indiano de administração doméstica é indicativo tanto do alcance do livro da Sra. Beeton quanto da variedade de interpretações de plum cake e plum pudding. O autor diz: “A receita da Sra. Beeton é de longe a melhor, se modificada um pouco: 12 unidades de passas manukka...”
Até a Primeira Guerra Mundial, os bolos, inclusive os de ameixa, eram assados com os pães. “Um bolo menor ou pastoso poderia ser colocado ou retirado depois que o cozimento tivesse começado, mas uma torta elevada com lados bem protegidos, ou um bolo de ameixa grande, levaria pelo menos o mesmo tempo que os pães, e as donas de casa experientes os faziam em tamanhos para isso".

### Europa
A variedade inglesa de plum cake também existe no continente europeu, embora “plum cake” se refira mais a bolos assados feitos com frutas frescas do que com frutas secas.
Na culinária francesa, as ameixas são ingredientes em uma tradição significativa de fabricação de bolos: “[...] em todos os distritos do Loire, Dordonha, Lot e Périgord, dificilmente havia uma celebração, festa de casamento ou comemoração em que a sobremesa não incluísse algum tipo de torta de ameixa ou mirabela, feita com ameixas frescas ou secas, ou geleia, conforme a estação". A mirabela é uma cultivar específica usada para fazer Tarte aux mirabelles (torta de ameixa). A Galette aux fruits é um tipo de galette feita com massa de fermento e coberta com frutas da estação previamente cozidas, como ameixas (ou marmelos, maçãs, damascos). As frutas nessas tortas abertas ou flans são cortadas em pedaços de tamanho adequado e o bolo é coberto com glacê: o glacê vermelho é recomendado para flans de ameixa vermelha e ruibarbo, enquanto o glacê de damasco é recomendado para flans de ameixa-amarela e damasco.
O bolo de ameixa alemão, conhecido como Zwetschkenkuchen, pode ser encontrado em todo o país, embora seu berço seja a Baviera. Na receita do chef Robert Carrier, a base é feita com massa de fermento em vez da massa quebrada, frequentemente usada, porque a massa de fermento “absorve o suco das ameixas sem ficar empapada”.
Na Itália, o plum cake é conhecido pelo nome inglês, assado em um forno usando frutas secas e, muitas vezes, iogurte.
A versão polonesa do bolo, que também usa frutas frescas, é conhecida como Placek z Sliwkami.

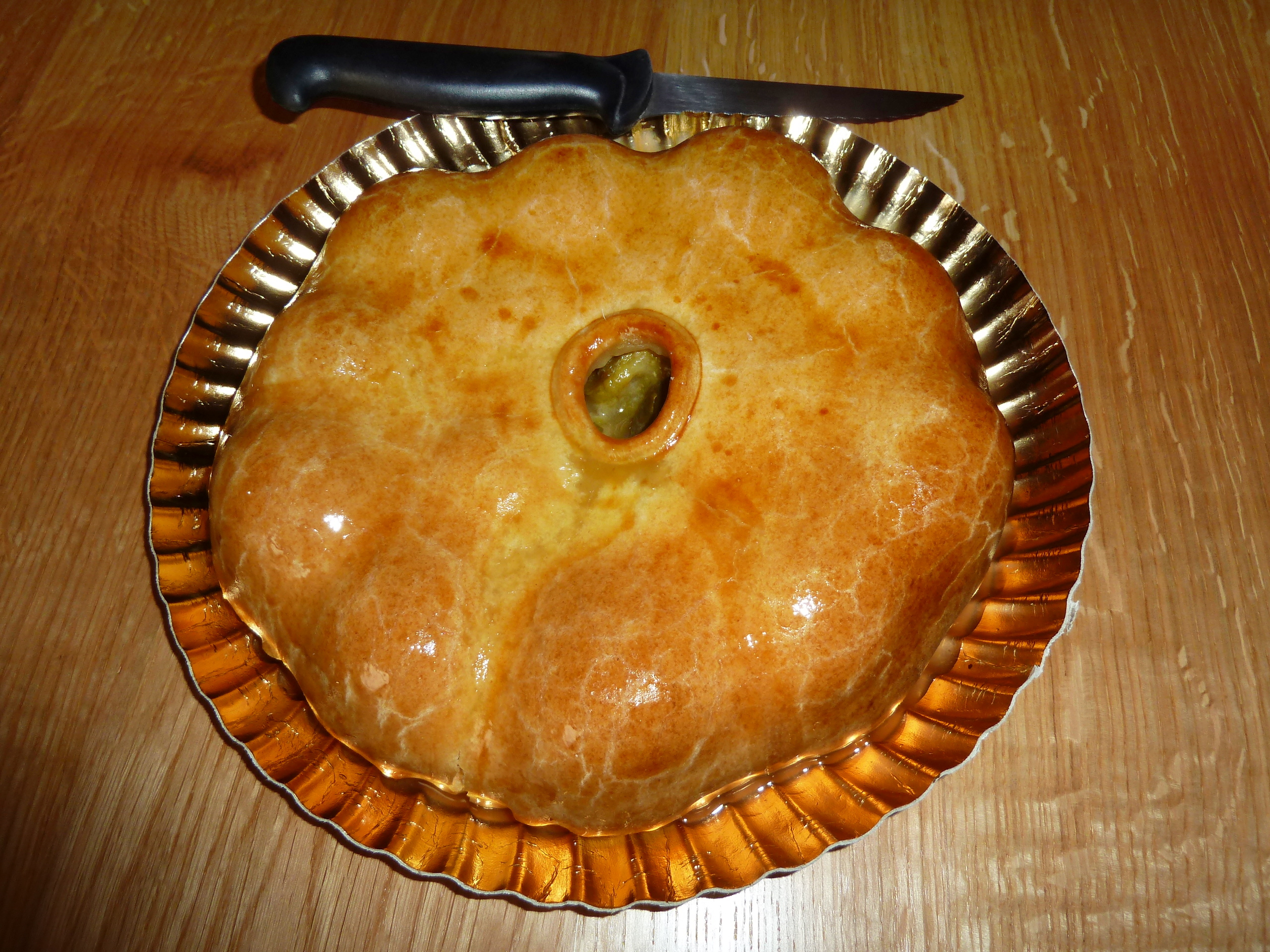
Pâté aux prunes (Torta de ameixa), França
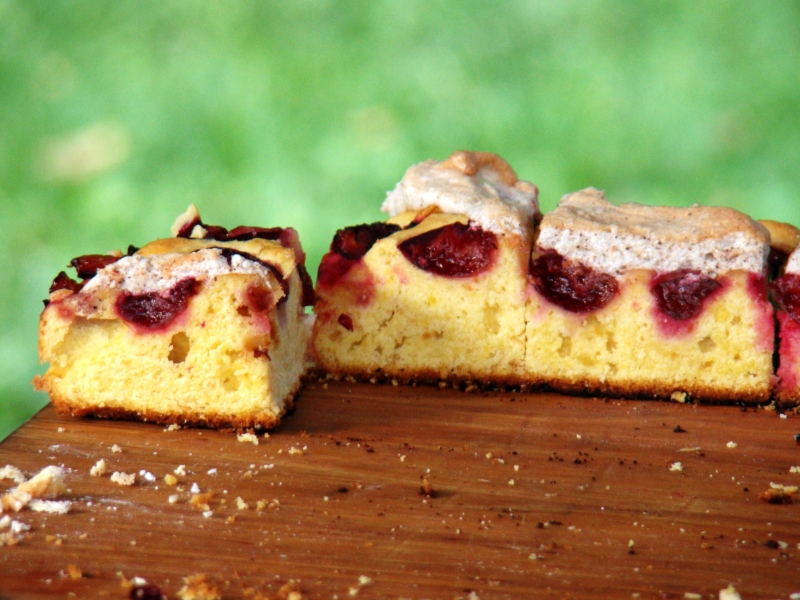
Bolo de ameixa no estilo de Sanok, Polônia
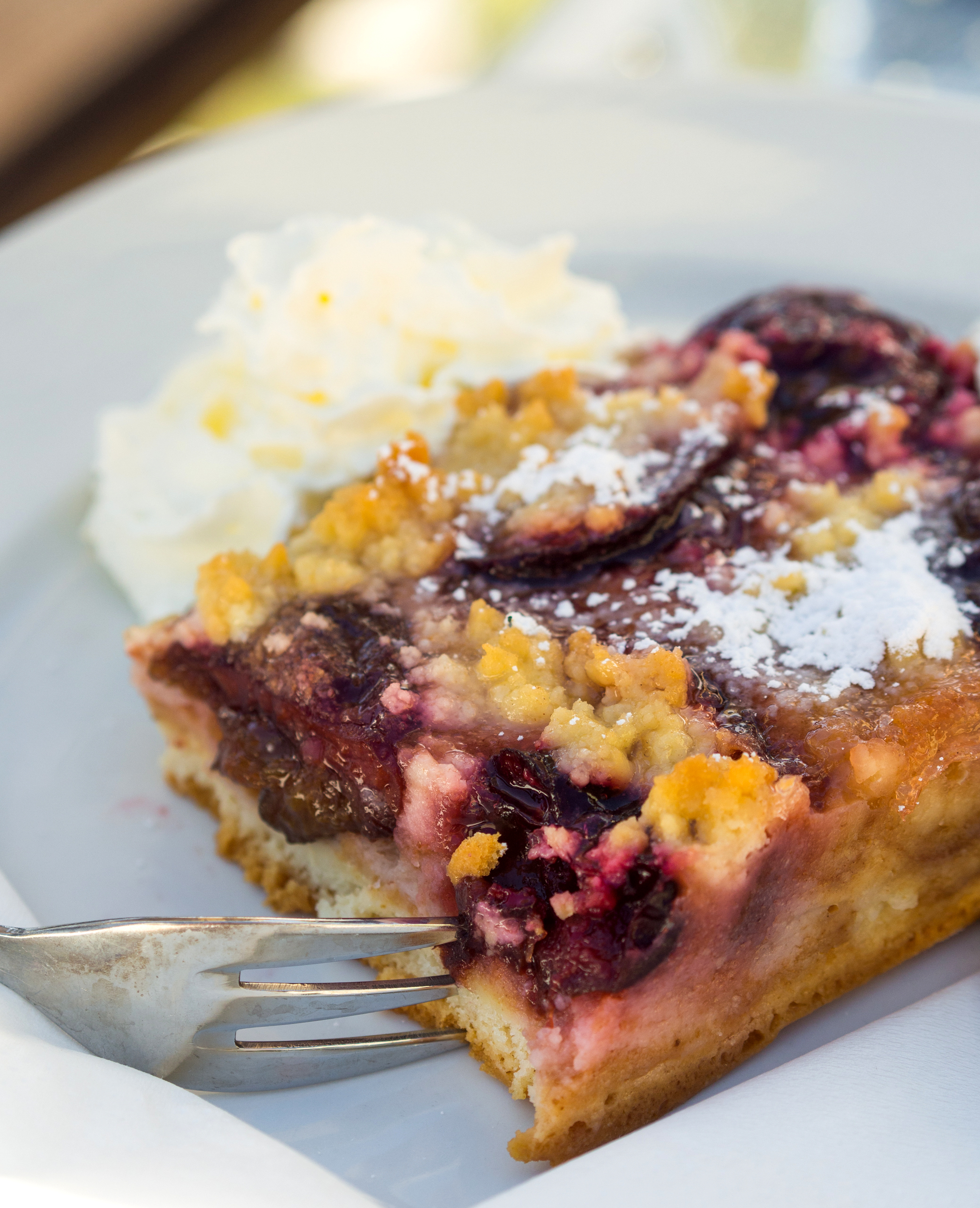
Zwetschkenkuchen, Tirol, Áustria
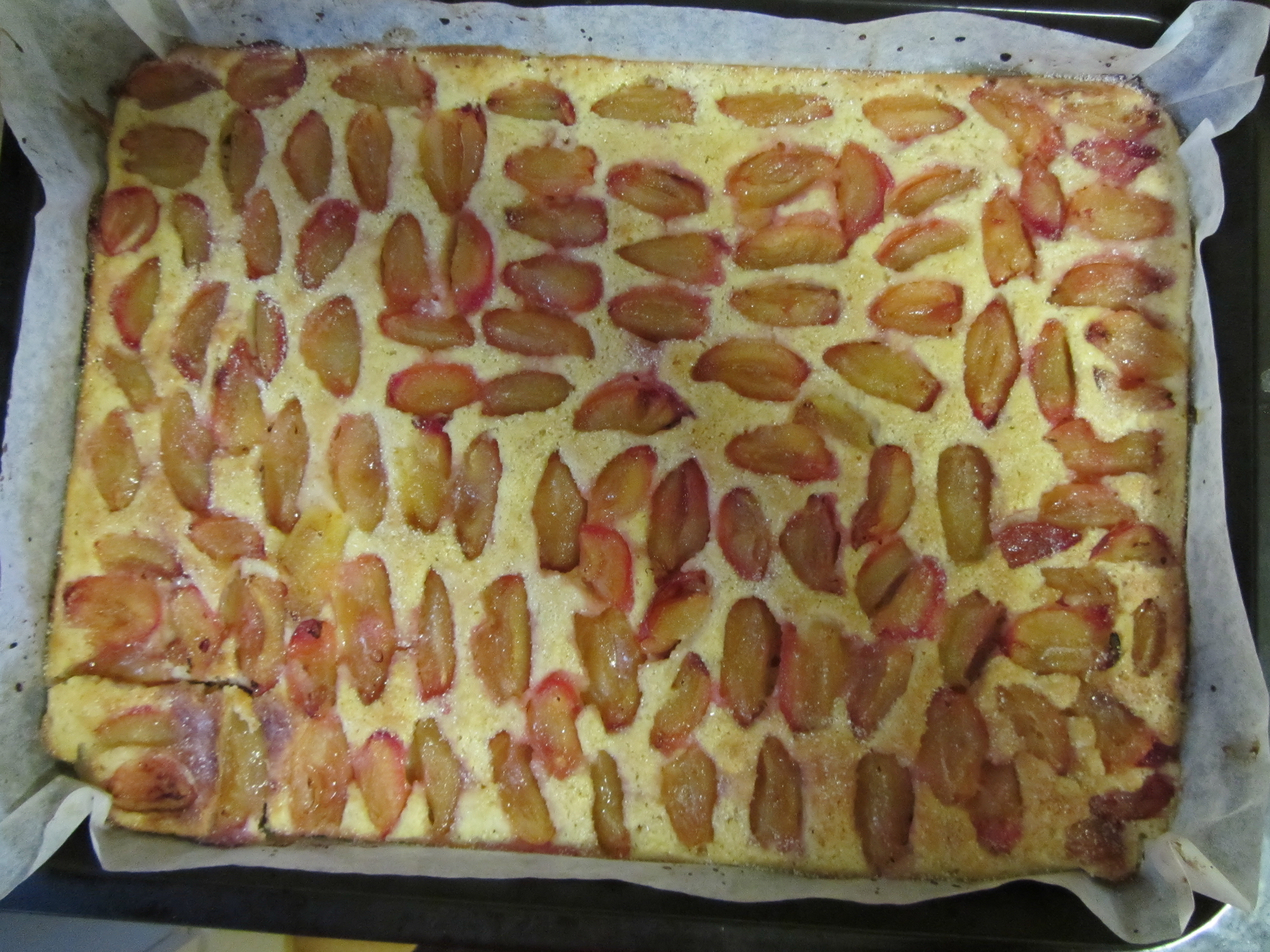
Plum cake pouco antes de ser assado
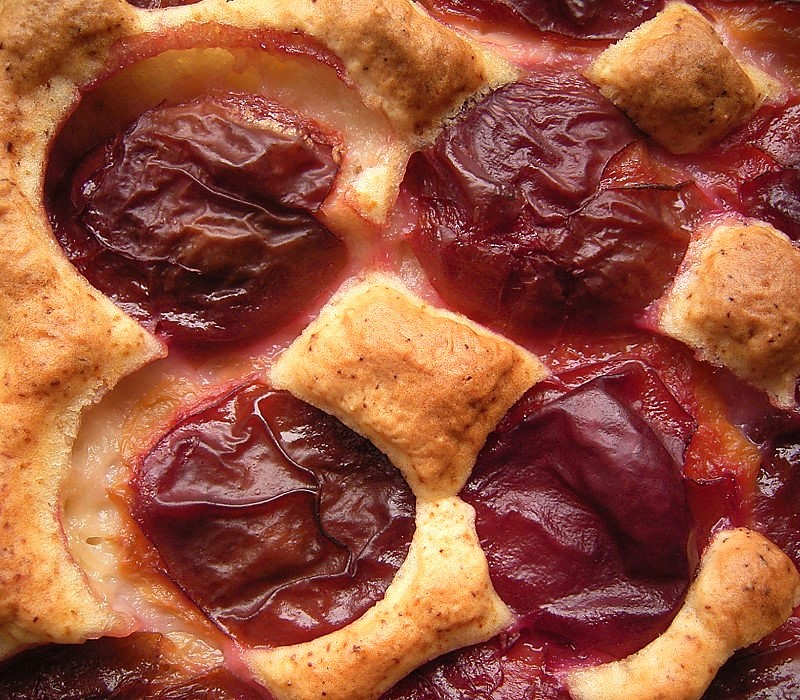
Um pedaço de bolo coberto com ameixas inteiras

### Índia
Na Índia, o plum cake é servido na época do feriado de Natal e pode ter ingredientes adicionais, como rum. Em Querala, o Natal quase rima com plum cake, que supera todas as outras especialidades de bolo durante a época de Natal.

### Estados Unidos
O plum cake nos Estados Unidos se originou com os colonizadores ingleses e era preparado no estilo inglês em tamanhos que variavam de pequenos, como para festas em comemoração à décima segunda noite e ao Natal, a grandes, como para casamentos. Essa versão original de bolo de frutas do plum cake nos Estados Unidos foi referida como um “bolo de celebração americano padrão até a época da guerra civil”.

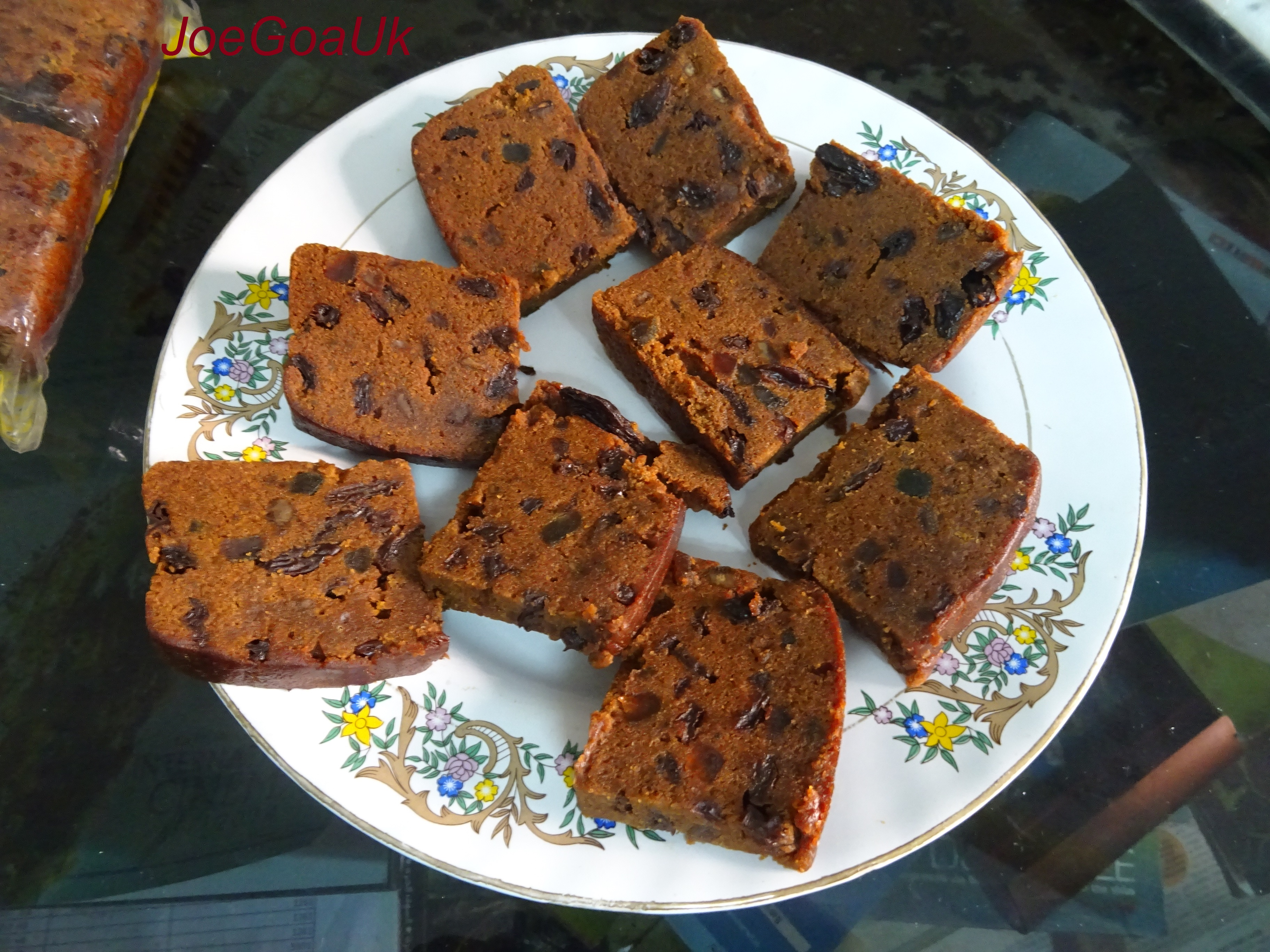
O plum cake à moda antiga pode ter sido recheado com passas ou outras frutas secas em vez de ameixas.

Na época colonial, antes da Revolução Americana, os bolos “Muster” eram feitos em abundância para os homens convocados pelas tropas britânicas para treinamento militar. Após a Revolução Americana, as mulheres faziam esses bolos em grandes quantidades para motivar os homens a participar de reuniões e eleições municipais. Por isso, ficou conhecido como “bolo eleitoral”. Ele era preparado com groselha, passas, melaço e especiarias, sendo que a adição de conhaque à receita ocorreu mais tarde. Os bolos eleitorais eram normalmente fermentados com fermento. Na Nova Inglaterra, grandes bolos eleitorais pesando cerca de 5,4 kg eram tradicionalmente servidos enquanto as pessoas aguardavam os resultados das eleições. Foi declarado que a primeira receita de bolo eleitoral publicada apareceu em 1796 na American Cookery.
As receitas de bolo de ameixa no estilo de bolo inglês apareceram nos primeiros livros de culinária do sul dos Estados Unidos e, na verdade, não pediam ameixas. Depois de 1830, o bolo passou a ser chamado de bolo de frutas ou bolo preto. Em 1885, em uma descrição de bolo de ameixa que soa como pudim de ameixa, ele foi descrito como “mucilaginoso” (pegajoso) - um bolo sólido, de cor escura e espesso, com grandes quantidades de ameixas e notas de grãos de passas.